# Hans Hurni (Fussballfunktionär)
Jean-Louis «Hans» Hurni (* 28. Juni 1926 in Echallens; † 6. Dezember 2017 in Gossau) war ein Schweizer Bankier und Fussballfunktionär.

## Leben
Im waadtländischen Echallens geboren, wuchs Hurni bei seinen Grosseltern in ärmsten Verhältnissen auf, nachdem sein Vater kurz nach seiner Geburt starb. Mit den Grosseltern zog er 1933 nach Basel um. Den Besuch einer Handelsschule finanzierte er durch Nachtarbeiten. Anschliessend absolvierte er eine kaufmännische Ausbildung und ein Jus-Studium.
Bevor er 1963 von Basel in die Ostschweiz umzog, war er mehrheitlich bei Banken angestellt, zudem war er zeitweise Redaktor einer Genfer Finanzzeitung. In St. Gallen war er zunächst Rechtskonsulent bei der St. Galler Kantonalbank, ehe er 1973 Zentraldirektor der Bank wurde. Als Direktor legte er seinen Schwerpunkt in der Informatik und in der Ausbildung. Er führte die Eidgenössische Kommission für Bankfachprüfungen und eine Informatik-Kooperation der Kantonalbanken ein. Er initiierte zudem den Neubau des Zentralsitzes. 1991 wurde er pensioniert.
Daneben präsidierte er von 1986 bis 1996 den Verkehrsverein St. Gallen (heute «St.Gallen-Bodensee Tourismus»).
Nach seiner Pensionierung 1991 kam er durch seinen Nachbarn, Eugen Mätzler, einen ehemaligen Spieler und Funktionär des FC St. Gallen, zum Fussball. Auf Mätzlers Anregung hin verhinderte Hurni zusammen mit anderen Personen den Konkurs des FC St. Gallens, der in dieser Zeit 3,5 Millionen Franken Schulden hatte. In der Folge wurde Hurni von 1993 bis 1996 Präsident des Fussballklubs.
1996 wurde er von Thomas Müller angefragt, die Führung zum Neubau eines Stadions als Ablösung des Espenmoos zu übernehmen. So wurde er 1999 Präsident der Stadion St. Gallen AG. Mit der Eröffnung der AFG Arena und des zugehörigen Einkaufszentrums 2008 legte er sein Amt nieder. Durch diese Aufgabe wurde er seither vom FC St. Gallen und vom St. Galler Tagblatt als «Stadionvater» bezeichnet.
Er war im Bau des Hotels Radisson SAS (heute «Radisson Blu») und des dazugehörigen Casinos in St. Gallen involviert. Er selbst lebte von St. Georgen herkommend von 2007 bis Oktober 2016 in einer Suite im 9. Stock des Radisson Blus, ehe er auf Grund von Altersschwächen in ein Pflegeheim nach Gossau kam, wo er verstarb.

## Familie
Er war mit Dorli verheiratet. Ihr Schicksal ging ihm nah: Sie wuchs im Jura auf und arbeitete in einer Uhrenfabrik. Das durch die Präzisionsarbeit ausgelöste Kopfweh bekämpfte sie mit Saridon, was zu einer Dialyse und einem frühen Tod führte. Sie hinterliessen einen Sohn, Roland.